# Гернгросс, Александр Алексеевич
Александр Алексеевич Гернгросс (4 августа 1851, Смоленск, Смоленская губерния, Российская империя — 17 марта 1925, Ленинград, РСФСР, СССР) — русский генерал от инфантерии (1910), участник русско-турецкой войны 1877—1878 годов, китайской кампании 1900—1901 годов, русско-японской войны и Первой мировой войны.

## Биография
Православный. Из дворян.
Образование получил в Смоленской гимназии. В военную службу вступил 13 сентября 1868 года. Окончил Рижское пехотное юнкерское училище. Выпущен прапорщиком (1871) в 63-й пехотный Углицкий полк. Подпоручик (1873). Поручик (1875).
Участник русско-турецкой войны 1877—1878 годов. Штабс-Капитан (1877 за боевые отличия).
Капитан (1879). Подполковник (1887). Председатель комиссии по поверке имущества Закаспийской железной дороги (13 апреля — 1 июня 1891). Командир Геок-Тепинского резервного батальона (11 января 1893 — 18 июля 1894). Полковник (1894; за отличие). Командир 4-го Закаспийского стрелкового батальона (18 июля 1894 — 14 августа 1897).
Состоял в распоряжении министра финансов по званию шефа пограничной стражи (23 августа 1897 — 31 января 1898). Главный начальник охранной стражи КВЖД (14 августа 1897 — 11 мая 1901). В 1900 году был назначен начальником гарнизона Харбина. Участник подавления Ихэтуаньского восстания 1900—1901 годов; за оборону Харбина награждён орденом Святого Георгия 4-й степени (ВП 22 декабря 1900). Генерал-майор (13 июля 1900; за боевые отличия).
Помощник начальника Заамурского округа отдельного корпуса пограничной стражи (11 мая 1901 — 6 января 1902). Состоял в распоряжении начальника Главного штаба (6 января — 16 декабря 1902).
Начальник 1-й Восточно-Сибирской стрелковой бригады (с 16.12.1902), развернутой после начала русско-японской войны (22 февраля 1904) в дивизию. Генерал-лейтенант (21 августа 1904; за боевые отличия). Участник русско-японской войны 1904—1905 годов.
В бою при Вафангоу на 1-й дивизии Гернгросса японцы сосредоточили основной огонь своей артиллерии. Войска дивизии несли большие потери. Так и не получив обещанного подкрепления, Гернгросс 2 (15) июня 1904 самостоятельно перешёл с двумя полками в наступление. Сам Гернгросс был ранен, но остался в строю. За успешные действия в кампании награждён Золотым оружием с надписью "За храбрость".
В ходе сражения при Сандепу отряд под командованием Гернгросса в составе 2, 3, 35-го и 36-го пехотного полков в ночной атаке (на 14 (27) января 1905) разбил части 3-й японской пехотной дивизии и к 3:00 овладел Сумапу. Затем Гернгросс начал развертывать свой резерв с целью окружения и последующего уничтожения противника в районе Сандепу. Однако русские войска в районе Сандепу-Эртхаузы бездействовали, что позволило японцам сосредоточить войска для нанесения сильного удара по 1-му Сибирскому корпусу, в результате которого отряд Гернгросса с большими потерями покинул Сумапу. За это был отстранён от командования корпусом Г. К. Штакельберг.
В ходе сражения под Мукденом, 23 февраля 1905 года, на общем фоне ситуации, близкой к критической, отряды генералов К. В. Церпицкого и А. А. Гернгросса нанесли под Тзенитунем (Тхенитунем) контрудар по частям 3-й японской армии и временно остановили продвижение противника.
Командир 1-го Сибирского армейского корпуса (23 мая 1905 — 7 июня 1910).
Командир 24-го армейского корпуса (7 июня 1910 — 20 января 1913).
Генерал от инфантерии (6 декабря 1910; за отличие).
С 20 ноября 1913 — член Военного совета.
С 15 августа 1914 — командир 26-го армейского корпуса. С 28 декабря 1916 года вновь стал членом Военного совета.
После революции 1917 года остался в России.

Умер в Ленинграде от паралича сердца.

## Награды
- Орден Святого Станислава 3-й степени (1877)
- Орден Святой Анны 3-й степени с мечами и бантом (1877)
- Орден Святого Станислава 2-й степени с мечами (1878)
- Орден Святого Владимира 4-й степени с мечами и бантом (1879)
- Орден Святой Анны 2-й степени с мечами (1879)
- Орден Святого Владимира 3-й степени (1896)
- Орден Святого Георгия 4-й степени (ВП 22.12.1900)
- Орден Святого Станислава 1-й степени с мечами (1901)
- Орден Святой Анны 1-й степени с мечами (1905)
- Орден Святого Владимира 2-й степени с мечами (1905)
- Золотое оружие с надписью «За храбрость» (ВП 22.01.1906)
- Орден Белого орла с мечами (1906)
- Орден Святого Александра Невского (06.12.1912)
- Мечи к ордену Святого Александра Невского (ВП 14.01.1915)
- Бриллиантовые знаки к ордену Святого Александра Невского (ВП 04.06.1915)